# Lista locurilor din Miercurea Nirajului
Această listă prezintă cele mai importante locuri din Miercurea Nirajului.

## Biserici
- Biserica reformată din Piața Bocskai
- Biserica romano-catolică
- Biserica unitariană
- Biserica reformată din Beu
- Biserica romano-catolică din Beu
- Biserica reformată din Moșuni
- Biserica reformată din Sântana Nirajului
- Biserica de lemn din Sântandrei
- Biserica reformată din Sântandrei

## Clădiri
- Casa din strada Trandafirilor
- Fosta judecătorie de plasă
- Primăria
- Liceul „Bocskai István”

## Cultură și târg
- Ansamblul Artistic „Bekecs”
- Biblioteca Orășenească
- Centrul Cultural Orășenesc
- Festivalul „Văii Nirajului”
- Târgul de miercuri

## Monumente și statui
- Bustul lui Ștefan Bocskai din Miercurea Nirajului
- Bustul lui Farkas Deák
- Bustul prințului Csaba
- Monumentul eroilor din Sântana
- Statuia grănicerului secui